# Женский мировой шоссейный кубок UCI 2010
Женский мировой шоссейный кубок UCI 2010 — 13-й сезон одноимённого шоссейного сезонного соревнования.

## Обзор сезона
Календарь турнира претерпел изменения. По сравнению с прошлым сезоном из него исчезли сразу три гонки — немецкий Тур Нюрнберга, швейцарский Тур Берна и проводившийся с самого первого сезона канадский Монреаль Ворлд Кап. Вместо них добавилось две только что созданные гонки — китайский Тур острова Чунмин Кубок мира который стал первой азиатской гонкой Кубка, и испанский Гран-при Вальядолида. Таким образом турнир стал состоять из 9 однодневных гонок, включая одну командную гонку, которые также входили в Женский мировой шоссейный календарь UCI 2010. Турнир стартовал в конце марта в Европе где течение месяца было проведено четыре гонки. После этого в первой половине мая была проведена одна гонка в Китае. Заключительные четыре гонки прошли с начала июня по середину августа снова в Европе.
Регламент турнира остался прежним. Индивидуальный рейтинг предусматривал начисление очков первым 20 гонщицам на каждой гонке. Помимо этого по итогам командной гонки начислялись очки, в зависимости от занятого командой места, первым четырём или большему количеству гонщиц команды одновременно пересёкшим финишную черту. Если команда пересекала финишную линию менее чем с четырьмя гонщицами то очки не начислялись. Победитель сезона определялся по общей сумме набранных очков независимо от количества проведённых гонок. Командный рейтинг рассчитывался путём сложения очков за командную гонку и набранных очков четырьмя лучшими гонщицами команды на каждой из всех остальных гонок.
Начисляемые очки
| Место             | 1  | 2  | 3  | 4  | 5  | 6  | 7  | 8  | 9  | 10 | 11 | 12 | 13 | 14 | 15 | 16 | 17 | 18 | 19 | 20 |
| ----------------- | -- | -- | -- | -- | -- | -- | -- | -- | -- | -- | -- | -- | -- | -- | -- | -- | -- | -- | -- | -- |
| Однодневная гонка | 75 | 50 | 35 | 30 | 27 | 24 | 21 | 18 | 15 | 11 | 10 | 9  | 8  | 7  | 6  | 5  | 4  | 3  | 2  | 1  |
| Командная гонка   | 35 | 30 | 25 | 20 | 16 | 15 | 14 | 13 | 12 | 11 | 10 | 9  | 8  | 7  | 6  | 5  | 4  | 3  | 2  | 1  |

| Место           | 1   | 2   | 3   | 4  | 5  | 6  | 7  | 8  | 9  | 10 | 11 | 12 | 13 | 14 | 15 | 16 | 17 | 18 | 19 | 20 |
| --------------- | --- | --- | --- | -- | -- | -- | -- | -- | -- | -- | -- | -- | -- | -- | -- | -- | -- | -- | -- | -- |
| Командная гонка | 140 | 120 | 100 | 80 | 64 | 60 | 56 | 52 | 48 | 44 | 40 | 36 | 32 | 28 | 24 | 20 | 16 | 12 | 8  | 4  |

Победительницей индивидуального рейтинга третий раз и второй год подряд стала нидерландка Марианна Вос которая выиграла 1 гонку, она также стала первой и по итогам Мирового календаря UCI 2010. Второе место заняла шведка Эмма Юханссон, третье – ещё одна нидерландка Кирстен Вилд. Вся тройка призёров полностью повторила прошлогоднюю. Среди команд четвёртый раз и второй год подряд первенствовала нидерландская Cervélo TestTeam (ранее называлась Univega и Raleigh Lifeforce Creation HB и была зарегистрирована в Швейцарии и Германии).

## Календарь
| 28 мар | Трофей Альфредо Бинды - коммуны Читтильо | CDM | Марианна Вос        | Мартине Брас       | Эмма Юханссон      |
| 4 апр  | Тур Фландрии                             | CDM | Грейс Вербеке       | Марианна Вос       | Кирстен Вилд       |
| 10 апр | Тур Дренте                               | CDM | Лус Гюнневейк       | Аннемик ван Влётен | Джорджа Бронцини   |
| 21 апр | Флеш Валонь                              | CDM | Эмма Пули           | Николь Кук         | Эмма Юханссон      |
| 9 май  | Тур острова Чунмин Кубок мира            | CDM | Ина-Йоко Тойтенберг | Кирстен Вилд       | Рошелль Гилмор     |
| 6 июн  | Гран-при Вальядолида                     | CDM | Шарлотта Беккер     | Юдит Арндт         | Аннемик ван Влётен |
| 30 июл | Опен Воргорда TTT                        | CDM | Cervélo TestTeam    | HTC-Columbia Women | Nederland Bloeit   |
| 1 авг  | Опен Воргорда RR                         | CDM | Кирстен Вилд        | Адри Виссер        | Эмма Юханссон      |
| 21 авг | Гран-при Плуэ - Бретань                  | CDM | Эмма Пули           | Марианна Вос       | Эмма Юханссон      |

## Итоговый рейтинг
| Индивидуальный рейтинг | Индивидуальный рейтинг | Индивидуальный рейтинг | Индивидуальный рейтинг | Индивидуальный рейтинг |
| Гонщик                 | Гонщик                 | Команда                | Очки                   |                        |
| ---------------------- | ---------------------- | ---------------------- | ---------------------- | ---------------------- |
| 1-й                    | Марианна Вос           | Nederland Bloeit       | 270 очков              |                        |
| 2-й                    | Эмма Юханссон          | Red Sun Cycling Team   | 209 очков              |                        |
| 3-й                    | Кирстен Вилд           | Cervélo TestTeam       | 202 очков              |                        |
| 4-й                    | Шарлотта Беккер        | Cervélo TestTeam       | 182 очков              |                        |
| 5-й                    | Юдит Арндт             | HTC-Columbia Women     | 161 очков              |                        |
| 6-й                    | Аннемик ван Влётен     | Nederland Bloeit       | 160 очков              |                        |
| 7-й                    | Грейс Вербеке          | Lotto Ladies           | 158 очков              |                        |
| 8-й                    | Эмма Пули              | Cervélo TestTeam       | 157 очков              |                        |
| 9-й                    | Адри Виссер            | HTC-Columbia Women     | 137 очков              |                        |
| 10-й                   | Николь Кук             |                        | 112 очков              |                        |

| Командный рейтинг | Командный рейтинг    | Командный рейтинг | Командный рейтинг |
| Команда           | Команда              | Очки              |                   |
| ----------------- | -------------------- | ----------------- | ----------------- |
| 1-й               | Cervélo TestTeam     | 677 очков         |                   |
| 2-й               | HTC-Columbia Women   | 556 очков         |                   |
| 3-й               | Nederland Bloeit     | 488 очков         |                   |
| 4-й               | Red Sun Cycling Team | 273 очков         |                   |
| 5-й               | Lotto Ladies         | 200 очков         |                   |
| 6-й               | Leontien.nl          | 178 очков         |                   |
| 7-й               | Великобритания       | 175 очков         |                   |
| 8-й               | Австралия            | 159 очков         |                   |
| 9-й               | Gauss RDZ Ormu       | 125 очков         |                   |
| 10-й              | Нидерланды           | 123 очков         |                   |